# متلازمة سافو
متلازمة سافو (بالإنجليزية: SAPHO syndrome)‏ تضم مجموعة متنوعة من أمراض التهاب العظام التي قد ترتبط بتغيرات في الجلد. تشترك هذه الأمراض ببعض الخصائص السريرية والشعاعية والمرضية.
عرفت هذه الحالات بالتهاب العظم والنقي متعدد البؤر الراجع المزمن ووصفت أول مرة عام 1972. وفي عام 1978، لوحظت حالات مصابة التهاب العظم والنقي متعدد البؤر الراجع المزمن بأنها مرتبطة بتبثر في الراحة والأخمص (بثار راحي أخمصي). ومنذ ذلك الحين، سجلت حالات تظهر عليها أعراض أمراض جلدية وأمراض عظمية مفصلية حملت أسماء أمراض مختلفة مثل فرط التعظم القصي الضلعي الترقوي والتهاب العظام المفصلي البثاري والالتهاب الفقاري المفصلي اللاصق المرتبط بحب الشباب.

## التسمية
ابتكرت تسمية متلازمة سافو عام  1987 من اختصار أوائل كلمات بعض الأمراض باللغة الإنكليزية وهي: التهاب الزليل وحب الشباب والبثار وفرط التعظم والتهاب العظام.

### الكلمات
اشتقاق كلمة SAPHO:
- Synovitis
- Acne
- Pustulosis
- Hyperostosis
- Osteitis

## العلاج
تعد البيسفوسفونات الخط الأول لعلاج الكثير من الحالات.
استعمال مثبطات عامل نخر الورم له مفعول محدود. كما اقترح استعمال الأدوية المستعملة في التهاب المفصل في الصدفية بسبب تشابه المرضين. وتضم الأدوية مضادات الالتهاب اللاستيرويدية والكورتيكوستيرويد وسلفاسالازين وميثوتركسيت وسيكلوسبورين ولفلونوميد.
كما تستجب بعض الحالات للمضادات الحيوية، والسبب قد يكون بسبب وجود البروبيونية العدية في خزعات عدد من المرضى.